# Bolesław Jałowy

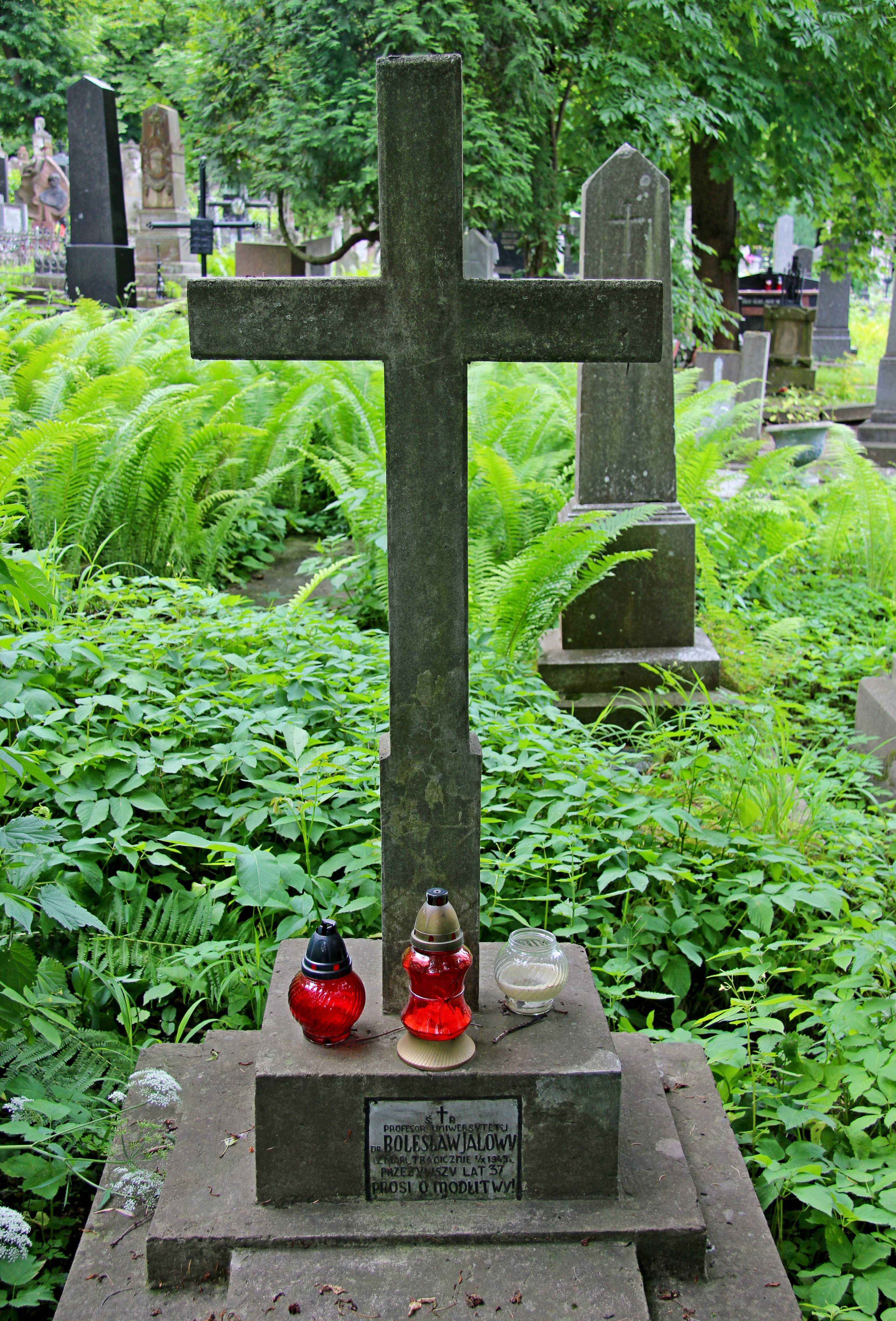
Grób Bolesława Jałowego

Bolesław Roman Jałowy (ur. 11 września 1906 w Przemyślu, zm. 1 października 1943 we Lwowie) – polski histolog, dermatolog.
Urodził się w Przemyślu jako syn Piotra i Franciszki z domu Wolik, w rodzinie rzemieślniczej. Absolwent IX Państwowego Gimnazjum im. Jana Kochanowskiego we Lwowie z 1925. Od 1925 do 1931 studiował medycynę na Wydziale Lekarskim Uniwersytetu Jana Kazimierza we Lwowie. Następnie demonstrator i asystent prof. Władysława Szymonowicza. W 1931 obronił doktorat. W 1935 – jako stypendysta Fundacji Kultury Narodowej studiował w Utrechcie i Amsterdamie. W 1936 habilitował się na UJK. W październiku 1936 otrzymał prawo veniam legendi z zakresu histologii na Wydziale Lekarskim Uniwersytetu Jana Kazimierza we Lwowie. W 1937 został kierownikiem Zakładu Histologii i Embriologii UJK. Od 10 marca 1939 był profesorem nadzwyczajnym histologii na UJK.
W czasie okupacji sowieckiej Lwowa (1939-1941) był dziekanem Wydziału Lekarskiego w Lwowskim Państwowym Instytucie Medycznym, wydzielonym z Uniwersytetu jako odrębna uczelnia. Podczas okupacji niemieckiej pracował w medycznych kursach zawodowych, był też karmicielem wszy w Instytucie Badań nad Tyfusem Plamistym i Wirusami profesora Rudolfa Weigla. 11 października 1942 aresztowany przez Gestapo jako zakładnik, przez trzy tygodnie więziony przy w areszcie przy ul. Łąckiego.
1 października 1943 został zastrzelony na ulicy przez działacza ukraińskiego podziemia w odwecie za zastrzelenie przez Kedyw ukraińskiego profesora Andrija Łastoweckiego.
Pochowany na Cmentarzu Łyczakowskim.
Należał do Polskiej Korporacji Akademickiej „Aquitania”, której był prezesem w roku akademickim 1929/30.
7 maja 2018 r. w kościele garnizonowym pw. Podwyższenia Krzyża Świętego w Żarach wmurowano tablicę upamiętniającą Bolesława Jałowego, ufundowaną przez braci Krzysztofa i Zbigniewa Kopocińskich, lekarzy z 105. Kresowego Szpitala Wojskowego. 